# Gauteng
Gauteng je jedna od devet provincija u Južnoafričkoj Republici, nalazi se na sjeveroistočnome dijelu države. Glavni i najveći grad provincije je Johannesburg s 1.644.960 stanovnika.

## Zemljopis
Gauteng se nalazi u sjeveroistočnome dijelu države prostire se na 17.010 km² čime je deveta i najmanja po veličini provincija.
Susjedne provincije su:
- Limpopo - sjever
- Mpumalanga - istok
- Free State - jug
- Nortth West - zapad

## Stanovništvo
Prema popisu stanovništva iz 2007. godine u provinciji živi	10.451.713 stanovnika, te je najmnogoljudnija po broju stanovnika provincija u Južnoafričkoj Republici, a sa 614,4 stanovnika na km² najgušće je naseljena provincija.
Većinsko stanovništvo su negroidi koji čine 75,2% ukupnog stanovništva, zatim slijede bijelci s 18,4%, obojeni s 3,7%, te Indijci i Azijati s 2,7%.

## Jezik
Većinski jezik u provincije je Zulu, s velikim udjelom ostalih jezika.
- Zulu- 24,1%
- Afrikaans- 13,6%
- Sjeverni sotho- 12,6
- Engleski - 12,0%
- Južni sotho - 11,2%

## Vanjske poveznice
- Vlada provincije